# جون ويلكنز
جون ويلكنز (بالإنجليزية: John Wilkins)‏ (1 يناير 1614 - 19 نوفمبر 1672) قس وفيلسوف طبيعي ومؤلف وعالم موسوعي إنجليزي، فضلاً عن تأسيسه الكلية الخفية، وهو أحد مؤسسي الجمعية الملكية وأسقف شستر من عام 1668 حتى وفاته.
يعد ويلكنز أحد القلائل الذين جمعوا بين رئاسة كليتين أحدهما في جامعة أوكسفورد والأخرى جامعة كامبريدج. كما أنه أحد مؤسسي اللاهوت الطبيعي المتوافق مع العلم في زمنه. أشهر أعماله كتابه "مقال نحو طابع حقيقي ولغة فلسفية"، الذي تضمن اقتراح لغة عالمية ونظام عشري للقياس لا يختلف عن النظام المتري الحديث.

## وصلات خارجية
- جون ويلكنز على موقع الموسوعة البريطانية (الإنجليزية)
- جون ويلكنز على موقع إن إن دي بي (الإنجليزية)

- MacTutor، Wilkins (biography)، UK: St Andrews، مؤرشف من الأصل في 2012-12-23.
- "Wilkins"، Galileo Project، جامعة رايس، مؤرشف من الأصل في 2012-07-10
- Bishop Wilkins، Bishop Wilkins، UK: Bishop Wilkins College، مؤرشف من الأصل في 2013-01-14.
- "An 17th Century Mission to the Moon"، Skymania News، 2009‐7، مؤرشف من الأصل في 2013-02-02 {{استشهاد}}: تحقق من التاريخ في: |تاريخ= (مساعدة).
- مؤلفات John Wilkins في مشروع غوتنبرغ.